# Kultovní značka
Kultovní značka (cult brand) je značka, která se obvykle váže na jeden segment zákazníků nebo na konkrétní kategorii produktů.
Termín „kultovní“ se vztahuje k osobě či předmětu, který je populární nebo módní v určité sociální skupině, ze které jsou ostatní vyloučeni nebo nechápou či nesdílí jejich hodnoty. Kultovní značky nejen že dokážou ovlivnit zákazníka k nákupu produktu, ale dokonce se staly důležitou součástí života a identity svých "následovníků". Tyto značky se vyznačují extrémně loajálními následovníky, kteří jsou těmto značkám oddaní. Mezi takové značky patří např. Apple.
Je třeba rozlišovat kultovní značku od módních výstřelků. Výstřelek je krátkodobá horečka, kdy konkrétní produkt zčista jasna upoutá mnoho pozornosti mezi širokou veřejností, která je doprovázena dočasným a nadměrným nadšením a po jisté době vyjde z módy. Zatímco módní výstřelky jsou neudržitelné a trvají pouze krátkodobě, kultovní značka obvykle začíná malou skupinkou a postupně si buduje své následovatele.

## Společné rysy kultovních značek
Kultovní značky se vyznačují několika společnými rysy, které jsou následující:
- Hodnota značky je tvořena v mysli spotřebitele, a závisí na jedinečnosti a důležitosti sdružení, jehož značka se stává nositelem.
- Výchozím bodem každé silné značky je splnění jedinečného nebo osobitého slibu.
- Hodnota značky má tendenci se zvyšovat, když jsou její výhody zážitkové, emocionální nebo sociální povahy.
- Význam značky je závislý na jednotlivci - ne všechny značky jsou důležité pro každého. Někteří lidé téměř uctívají určité značky, zatímco jiní je ignorují, ne-li dokonce nenávidí.
- Existují společné rysy mezi značkami, které vytvářejí výjimečnou symbolickou hodnotu: vyprávění, které se stane legendou, přítomnost charismatického vůdce a schopnost růstu komunity následovníků v průběhu času.[1]

## Maslowova hierarchie potřeb
Kultovní značka byla vyvinuta na základě Maslowovy hierarchie potřeb, která nabízí jednoduchý rámec pro porozumění lidského chování. Všichni lidé mají vrozené potřeby (fyziologické potřeby, bezpečí, láska a porozumění, úcta a seberealizace), které v životě chtějí naplnit. Lidské chování je pak založeno na realizaci lidských potřeb. Ačkoliv Maslowova hierarchie potřeb důkladně popisuje lidské chování, není tvorba kultovní značky založena pouze na jejím principu. Větší porozumění nabízí Maslowova hierarchie potřeb v kombinaci s prací biologa Antonia Damasia, psychiatra Carla Junga a psychologa Ivana Pavlova.

## Příklady nejznámějších kultovních značek
Na světě existuje velké množství různých značek, většina společností se snaží udělat z těchto „obyčejných značek“ kultovní značky. Jen málokterá společnost však dokáže vyvinout a utvořit hluboký vztah se svým zákazníkem. Málokterá značka dokáže chytit své zákazníky za srdce a získat tak jejich loajalitu a věrnost. Pouze pár světových značek dodržuje pravidla kultovní značky a to jak vědomě, tak i nevědomě.
Nejznámější značky, které se mohou pyšnit tím, že jsou zároveň kultovními značkami, jsou následující:
- Apple − patří mezi nejhodnotnější značky světa. Je ztělesněním sebeposílení a seberealizace kombinované v jedné značce. Již ve svém původním sloganu pro Macintosh „Počítač pro nás ostatní“ bylo znát úsilí o odlišení se.
- Harley-Davidson− je typickým příkladem kultovní značky. Žádná jiná značka nemůže lépe vyjádřit otevřenou silniční kulturu, volného ducha a relaxační jízdu. Harley-Davidson má širokou a silnou fanouškovskou základnu, kterou spojuje životní styl a silný prožitek z jízdy.
- Linux − V roce 1991, Linus Torvalds, 21letý student, vytvořil „levnou alternativu“ na operační systém UNIX. Je to tedy obdoba operačního systému založeného na principech unixu (původně obsahuje jenom jeho jádro). Linux a jeho distribuce je navržena tak, aby byla pro uživatele co nejjednodušší.
- IKEA − švédská společnost registrovaná v Nizozemsku, která navrhuje a prodává nábytek, který si lidé mohou svépomocí dle návodu složit doma. Kromě nábytku nabízí také bytové doplňky a spotřebiče. IKEA je typická svými sklady a minimem počtu prodavačů. Značka je známá také svým inovátorstvím v oblasti marketingu. Od ledna 2008 je největším světovým prodejce nábytku.
- Mini Cooper − Mini se stalo ikonou roku 1960, jeho prostorově úsporné uspořádání předních kol a pohon ovlivnilo generace tvůrců automobilů. Vozidlo bylo vyrobeno v mnoha limitovaných edicích designů a bylo snadno přizpůsobitelné. Kdokoliv si mohl toto zábavné auto upravit dle svých představ. Dnes je již nesmrtelným autem, který se objevil i v seriálu Mr. Bean.[4]